# Марк Юній Сілан (консул 15 року)
Марк Юній Сілан (лат. Marcus Iunius Silanus; 19 рік до н. е. — 38 рік н. е.) — політичний діяч ранньої Римської імперії, консул-суффект 15року.

## Життєпис
Походив з роду нобілів Юніїв. Син Гая Юнія Сілана та Аппії Клавдії. Про молоді роки мало відомостей. У 15 році обрано консулом-суффектом. З 20 року став членом колегії арвальських братів. У цьому ж році Сілан успішно клопотав перед імператором Тиберієм про повернення з вигнання свого брата Децима, раніше викритого у перелюбі з Юлією Молодшою. У 22 році як чергову почесть Тиберію та Друзу вніс пропозицію при вказівці пам'ятної дати на будівлях називати імена не консулів, а осіб, наділених трибунською владою.
У 31 році в Ахаї з'явився самозванець, який деякий час видавав себе за Друза, сина Германіка, але потім заявив, що є сином Марка Сілана. У 33 році на Клавділлі, доньці Сілана, одружився інший син Германіка, Гай, згодом імператор Калігула.
Марк Сілан володів значним впливом завдяки знатності та красномовству, користувався глибокою повагою імператора Тиберія, який завжди відмовлявся розглядати апеляції на його рішення й відсилав такі справи назад до Сілана. У 30—х роках Сілан першим з консулярів подавав голос у сенаті.
У 36 році Юнія Клавділла померла. У 37 році Калігула став імператором. Попервах Марк Юній Сілан намагався впливати на нього, проте Калігула не визнав цього, побоюючись знатності й авторитету колишнього тестя, почавши принижувати того. Незабаром Сілан був звинувачений Калігулою у прагненні захопити владу та, за одними джерелами, страчений, а за іншими — вчинив самогубство.

## Родина
- Юнія Сілана.
- Юнія Клавділла.